# Batalla del Paso del Tonelero
La batalla del Paso del Tonelero tuvo lugar el 17 de diciembre de 1851, cuando el general Lucio Norberto Mansilla atacó a siete barcos brasileños que remontaban el río Paraná, en el Paso del Tonelero, frente al paraje llamado El Tonelero, Partido de Ramallo, provincia de Buenos Aires.
Se trataba de una división del Brasil que iba a reunirse con el ejército que preparaba el general Justo José de Urquiza para derrocar a Juan Manuel de Rosas.
Fue la primera batalla naval de las naciones participantes en las que se utilizaron buques de guerra a vapor.

## Antecedentes
Por el tratado del 21 de noviembre entre el Brasil (en guerra con la Confederación Argentina) y Justo José de Urquiza, las fuerzas aliadas se dividirían en dos: el Ejército Grande con las tropas de Urquiza, más una división brasileña al mando de aquel, invadiría desde el lado de Entre Ríos. El resto del ejército brasilero, al mando del duque de Caxias, permanecería en Colonia del Sacramento, dispuesto a pasar el río y tomar entre dos fuegos a las tropas que Juan Manuel de Rosas preparaba en Santos Lugares, si este se decidiera a salir al encuentro del Ejército Grande.
De igual manera, la escuadra brasileña mandada por el vicealmirante John Pascoe Grenfell dejaría una parte de su escuadra en Colonia amenazando y bloqueando Buenos Aires, mientras otra forzaría el Paraná para reforzar las fuerzas de Urquiza en Entre Ríos, buscar un punto de desembarco y trasladar las tropas.

## Operaciones
A ese efecto zarpó de Colonia del Sacramento hacia Diamante una división brasilera de tres batallones, al mando del brigadier Manuel Marques de Sousa, Vizconde de Porto Alegre, en siete buques de guerra (cuatro vapores y tres buques de vela) bajo el comando del vicealmirante Grenfell.

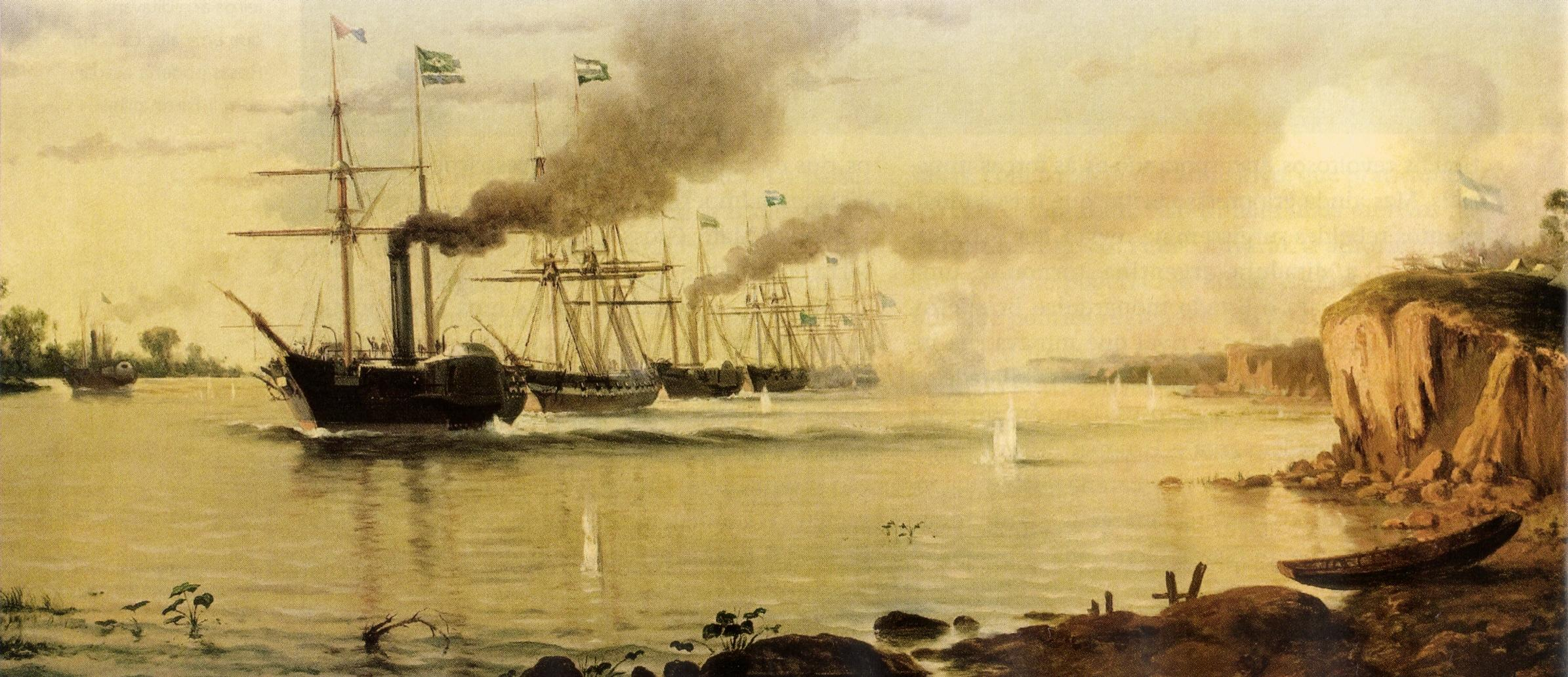
Navíos brasileños pasando por Tonelero.

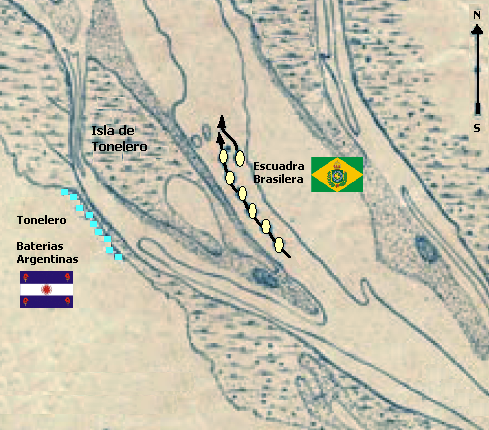
Batalla del Paso del Tonelero

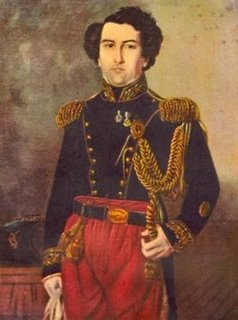
Lucio N. Mansilla

La escuadra brasileña estaba formada por los navíos:
- fragata a vapor Dom Afonso, comandado por el capitán de fragata Jesuíno Lamego Costa (futuro Barón de Laguna), 2 piezas de 68 y 4 de a 32
- corbeta a vapor Dom Pedro II comandado por el capitán Joaquim Raimundo de Lamara, 2 piezas de 68 y 4 de a 32
- corbeta a vapor Recife comandado por el capitán Antônio Francisco da Paixão, 2 culebrinas de 30 y 2 carronadas de 30
- vapor Dom Pedro comandado por el capitán Vitório José Barbosa de Lomba
- corbeta Dona Francisca comandado por el capitán de Mar y Guerra William Parker, de 640 tn
- corbeta União comandado por el capitán Francisco Vieira da Rocha
- bergantín Calíope comandado por el teniente Francisco Cordeiro Torres e Alvim

Sobre la margen derecha de una vuelta del río Paraná, conocida como el Paso del Tonelero, en Ramallo, una batería al mando del general Lucio Norberto Mansilla esperó a la escuadra en las alturas de la barranca Acevedo. En ese punto el río tiene un canal que pasa a tiro de fusil de las barrancas.
Mansilla contaba con unas dieciséis piezas de artillería y unos 2000 hombres; las tropas de infantería se distribuyeron en pelotones y algunas se parapetaron tras prominencias y zanjones.
Al presentarse la escuadra brasileña, se inició un duelo de artillería entre éstas y las tropas de Mansilla; durante cincuenta y cinco minutos se intercambiaron alrededor de 500 balas por lado, más fuego de fusilería.
Tres futuros generales argentinos, Bartolomé Mitre, Domingo Faustino Sarmiento y Wenceslao Paunero se encontraban con la flota brasileña en el buque insignia, el vapor Dom Afonso.
Según Sarmiento: 

hubo tres muertos, dos heridos, y cinco balas metidas en los cascos. Mansilla había preparado una batería de balas rojas que no incendiaron sino unos malos sacos de fariña y arpillera de a bordo, que fue apagada en el instante.

Según otras fuentes, la escuadra tuvo serios daños en cuatro de sus naves. El parte de Mansilla a Rosas lo da a entender, mientras que el del vicealmirante Grenfell apenas menciona las disposiciones tomadas y el paso efectuado.
Las fuerzas brasileñas forzaron el paso y fueron a reforzar al ejército que organizaba el general Justo José de Urquiza en la Provincia de Entre Ríos para combatir contra Juan Manuel de Rosas. 
Tras la batalla, el general Mansilla abandonó los acantonamientos de Ramallo, dejando clavados los cañones que guarnecían El Tonelero. Los días 23 y 24 de diciembre, el Ejército Grande cruzó el Paraná; en febrero del año siguiente, este habría de protagonizar la Batalla de Caseros.